# Parque nacional Goonengerry
El Parque Nacional Goonengerry  es un parque nacional en Nueva Gales del Sur (Australia), ubicado a 626 km al noreste de Sídney.

## Datos
- Área: 4 km²
- Coordenadas: 28°34′47″S 153°24′17″E / -28.57972, 153.40472
- Fecha de Creación: 1 de enero de 1999
- Administración: Servicio Para la Vida Salvaje y los Parques Nacionales de Nueva Gales del Sur
- Categoría IUCN: II